# Gray Office Park

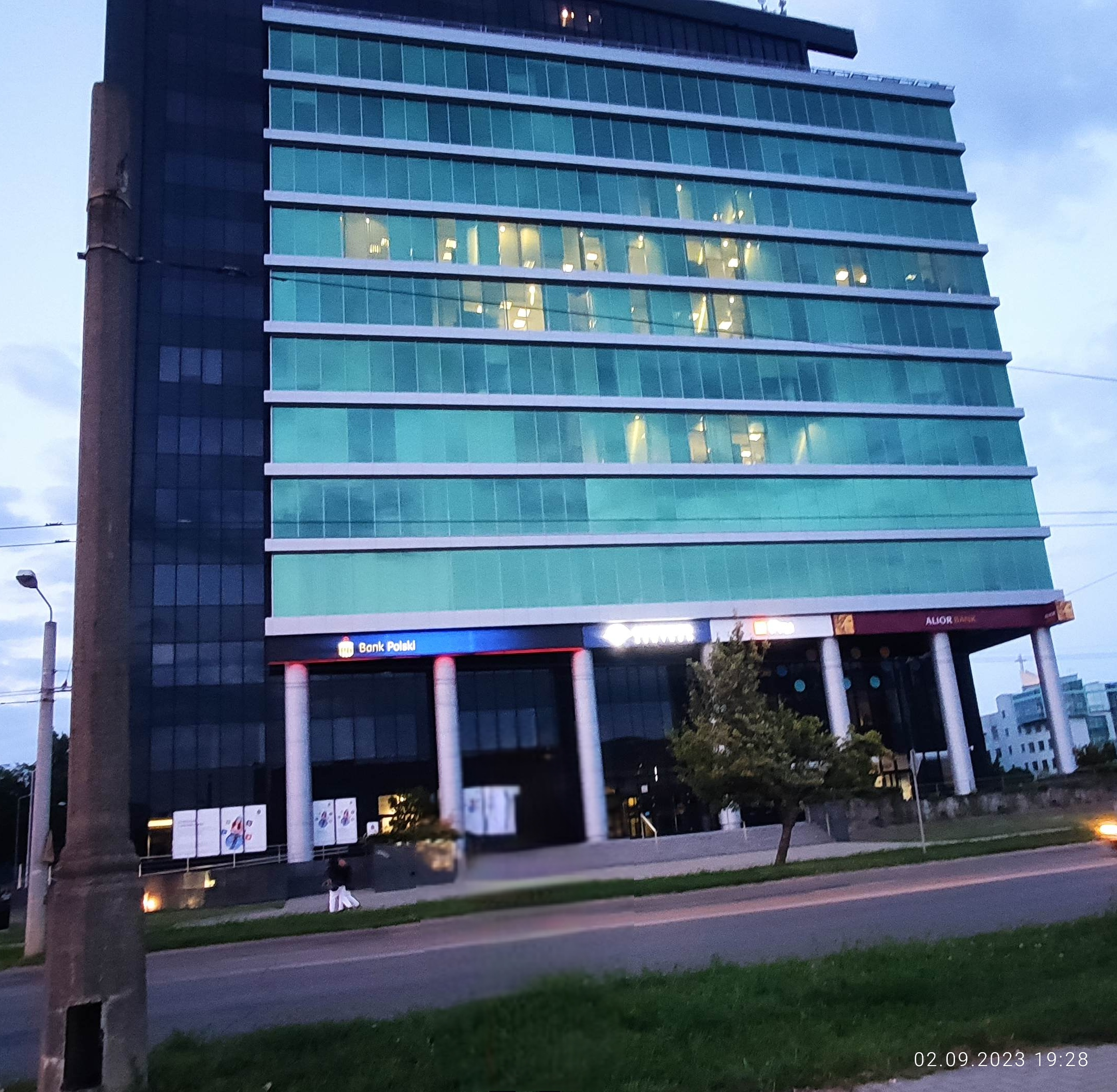
Widok od strony ul. Zana

Gray Office Park – kompleks biurowy w Lublinie, wznoszony etapami w latach 2005–2011, składający się z budynków A, B oraz C/D.

## Informacje ogólne

### Budynek A
Biurowiec Gray Office Park "A", (ul. T. Zana 32A) wznoszący się na wysokość 14 kondygnacji i posiadający dwupoziomowy parking na 176 samochodów, jest jednym z najbardziej luksusowych i najwyższych budynków o charakterze biurowo-konferencyjnym w Lublinie. Wartość inwestycji wyniosła ok. 80 mln zł, a całkowita powierzchnia budynku to 21 tys. m²..

### Budynek B
W skład kompleksu wchodzi także budynek "B", (ul. T. Zana 32B) wybudowany w latach 2008-2009. Jego łączna powierzchnia wynosi blisko 4 tys. m²., ma on 6 kondygnacji o charakterze biurowo-konferencyjnym, a także handlowo-usługowym. Parter obiektu przeznaczono na sklepy i punkty usługowe. 

### Budynki C i D
Budynki Gray Office Park C/D (ul. K. Wallenroda 4C i 4D) zostały wzniesione w dwóch etapach – pierwszy zakończył się w styczniu 2007 r., etap drugi rozpoczął się w maju 2006 r. i zakończył w listopadzie 2007 r. Budynki mają charakter biurowo-konferencyjny, a także handlowo-usługowy. W budynku D znajduje się Sąd Rejonowy Lublin-Zachód (niektóre wydziały) Dojazd do kompleksu Gray Office Park znajduje się zarówno od ul. Zana, jak i od ul. Wallenroda.

### Parking
Częścią kompleksu jest także wielopoziomowy parking (ul. K. Wallenroda 2i) – siedmiokondygnacyjny obiekt z 370 miejscami parkingowymi na tyłach siedziby ZUS.  W sumie w kompleksie Gray Office Park znajduje się ponad 500 miejsc parkingowych, większość przeznaczona dla najemców obiektu.